# Andreas Bamberg
Pierre Andreas Bamberg Sjögreen, född 8 oktober 1983, är en svensk tidigare handbollsspelare (vänstersexa). Han var sportchef för VästeråsIrsta HF mellan 2017–2022.

## Klubbar som spelare
- IVH Västerås (–2006)
- IFK Trelleborg (2006–2009)
- H43 Lund (2009–2011)
- VästeråsIrsta HF (2011–2016)
- Tillberga IK

## Tränaruppdrag
- VästeråsIrsta HF (interim, 2017)